# Ermionida
Ermionida (Grieks: Ερμιονίδα) is sinds 2011 een fusiegemeente (dimos) in de Griekse bestuurlijke regio (periferia) Peloponnesos.
De twee deelgemeenten (dimotiki enotita) van de fusiegemeente zijn:
- Ermioni (Ερμιόνη)
- Kranidi (Κρανίδι)

Het ligt niet ver van een van Griekenlands bekendste theaters Epidaurus.